# Liste öffentlicher Bücherschränke im Ostalbkreis
In der Liste öffentlicher Bücherschränke im Ostalbkreis sind öffentliche Bücherschränke für Orte, die zum Ostalbkreis in Baden-Württemberg gehören, aufgeführt. Sie ist primär nach Orten sortiert, unabhängig davon, ob es sich um Ortsteile, Gemeinden oder Städte handelt. Der Artikel ist Teil der übergeordneten Liste öffentlicher Bücherschränke in Baden-Württemberg. Ein öffentlicher Bücherschrank ist ein Schrank oder schrankähnlicher Aufbewahrungsort mit Büchern, der dazu dient, Bücher kostenlos, anonym und ohne jegliche Formalitäten zum Tausch oder zur Mitnahme anzubieten. Die Liste erhebt keinen Anspruch auf Vollständigkeit.

## Öffentliche Bücherschränke im Ostalbkreis
Derzeit sind im Ostalbkreis 14 öffentliche Bücherschränke erfasst (Stand: 22. April 2025):
| Bild | Ausführung              | Ort                  | Seit      | Anmerkung | Geokoordinaten                           |
| --- | ----------------------- | -------------------- | --------- | --- | ---------------------------------------- |
| | Bücherregal             | Aalen                |           | Im 1. Stock der Gaststätte rambazamba | ⊙ An der Stadtkirche 4                   |
| | Bücherregal             | Aalen                |           | Im Eingangsbereich des Aalener Hallenbades | ⊙ Bleichgartenstraße 14                  |
| | Zweitüriger Holzschrank | Aalen                | Okt. 2010 | Annette-von-Droste-Hülshoff-Bücherkiste; auch Kinder- und Jugendbücher; die Bücherkiste wurde von Anwohnern aufgestellt und von der Fa. Vitus König aus Aalen kostenlos gebaut | ⊙ Droste-Hülshoff-Weg 26–28              |
| Bild gesucht Die Wikipedia wünscht sich an dieser Stelle ein Bild vom Ort mit diesen Koordinaten 48.83825 10.090935 . Motiv: Aalen, Haus der Jugend Falls du dabei helfen möchtest, erklärt die Anleitung , wie das geht. BW | Bücherschrank           | Aalen                |           | Haus der Jugend | ⊙ Friedhofstraße 8                       |
| Bild gesucht Die Wikipedia wünscht sich an dieser Stelle ein Bild vom Ort mit diesen Koordinaten 48.837682 10.092834 . Motiv: Aalen, Theater Falls du dabei helfen möchtest, erklärt die Anleitung , wie das geht. BW        | Bücherschrank           | Aalen                |           | Theater | ⊙ Marktplatz 2–4                         |
| | Bücherschrank           | Aalen                |           | Mehrere Bücherregale in einem separaten Raum des Bürgerspitals, nur zugänglich zu dessen Öffnungszeiten                                                                        | ⊙ Spritzenhausplatz 13                   |
| | Bücherschrank           | Aalen                | Juli 2013 | Wurde von Schülern der Bohlschule im Rahmen eines Projektes gebaut; wird von der Seniorenwerkstatt im Haus der Jugend handwerklich betreut                                     | ⊙ Luise-Hartmann-Straße 3, Storchenplatz |
| Bild gesucht Die Wikipedia wünscht sich an dieser Stelle ein Bild vom Ort mit diesen Koordinaten 48.896320189483 10.00809699297 . Motiv: Abtsgmünd Falls du dabei helfen möchtest, erklärt die Anleitung , wie das geht. BW  | Bücherschrank           | Abtsgmünd            |           | Schrank im Rewe-Markt | ⊙ Osteren 5                              |
| Bild gesucht Die Wikipedia wünscht sich an dieser Stelle ein Bild vom Ort mit diesen Koordinaten 48.817530005422 9.9211210012436 . Motiv: Böbingen Falls du dabei helfen möchtest, erklärt die Anleitung , wie das geht. BW  | Bücherschrank           | Böbingen an der Rems |           | beim Rewe | ⊙                                        |
| | Bücherschrank           | Ellwangen            | 2016      | Bücherschrank im Hof des Rathauses | ⊙ Spitalstraße 4                         |
| | Bücherzelle             | Jagstzell            |           | In einer ehemaligen Telefonzelle gegenüber des Bahnhofs | ⊙ Crailsheimer Straße 2                  |
| Bild gesucht Die Wikipedia wünscht sich an dieser Stelle ein Bild vom Ort mit diesen Koordinaten 48.871686 10.243214 . Motiv: Lauchheim Falls du dabei helfen möchtest, erklärt die Anleitung , wie das geht. BW             | Bücherschrank           | Lauchheim            |           | Auf dem Gelände der Deutschorden-Schule, Eingang Gebäude Gerlachschule | ⊙ Hauptstraße 48                         |
| | Edelstahlschrank        | Schwäbisch Gmünd     | 2012      | Erstellt von Anette Beck und Jugendlichen, tagsüber zugänglich im Spitalinnenhof in der Innenstadt                                                                             | ⊙ Spitalhof 3                            |
| | Bücherschrank           | Schwäbisch Gmünd     | 2012      | Umgebaute britische Telefonzelle im Barnsley-Garten | ⊙ Grabenallee, Barnsley-Garten           |

## Ehemalige Bücherschränke
Folgende ehemalige öffentliche Bücherschränke im Ostalbkreis bestehen nicht mehr:
| Bild | Ausführung    | Ort   | Seit | Anmerkung                                                                | Geokoordinaten               |
| ---- | ------------- | ----- | ---- | ------------------------------------------------------------------------ | ---------------------------- |
|      | Bücherschrank | Aalen |      | Kino am Kocher, im April 2025 war der Bücherschrank nicht mehr vorhanden | ⊙ Schleifbrückenstraße 15–17 |

## Statistik
Zu einem Vergleich mit den anderen Land- und Stadtkreisen Baden-Württembergs sowie zum Landesdurchschnitt siehe die Statistik öffentlicher Bücherschränke in Baden-Württemberg.